# 朱秉欆
秦昭王朱秉欆（1480年—1501年），明朝秦藩第三代臨潼王、第八代秦王，秦康王朱志𡐤之曾孫，臨潼惠簡王朱公銘之孫，臨潼和僖王朱誠澯之子。母丁氏。

## 生平
成化十六年（1480年）生。成化十七年（1481年），獲賜名秉欆。弘治二年（1489年），封鎮國將軍。弘治三年（1490年），因父臨潼王朱誠澯之請，朱秉欆獲賜《四書》、《貞觀政要》各一部。弘治五年（1492年），獲賜鎮國將軍誥命、冠服。
弘治八年（1495年）十一月，襲封臨潼王。弘治十三年（1500年），因秦簡王朱誠泳無子而襲封秦王。弘治十四年（1501年），朱秉欆奏請祖父臨潼惠簡王朱公銘的祀事，明孝宗命朱公銘的庶長子鎮國將軍朱誠潤奉祀。同年，朱秉欆去世，時年二十二歲，諡號昭。八年後，庶長子朱惟焯襲爵。

## 家庭
1. 正妃卢氏
2. 次妃萧氏（1479年1月5日—1499年），有圹志铭出土。

### 子女

#### 子
1. 秦定王 朱惟焯